# Epilohmannia flexuosa
Epilohmannia flexuosa är en kvalsterart som beskrevs av Wallwork 1962. Epilohmannia flexuosa ingår i släktet Epilohmannia och familjen Epilohmanniidae. Inga underarter finns listade i Catalogue of Life.